# Naim Hadžiabdić
Naim ef. Hadžiabdić (Prusac, 18. svibnja 1918. – Sarajevo, 3. srpnja 1987.), bošnjački je teolog, deveti po redu reis-ul-ulema u razdoblju SFR Jugoslavije. Autor je Ilmihala, vjeronaučnog udžbenika koji se desetljećima koristio u mektebima u Bosni i Hercegovini.

## Životopis
Naim ef. Hadžiabdić je rođen u Pruscu 18. svibnja 1918. godine. Osnovno vjersko obrazovanje stekao je u rodnom mjestu, a osnovnu školu završio u Donjem Vakufu. Nakon završene Gazi Husrev-begove medrese u Sarajevu, školovanje nastavio na Višoj islamskoj teološkoj školi, u to vrijeme najvećem obrazovno-vjerskom zavodu u SFR Jugoslaviji. Po završetku školovanja stupa u službu Islamske zajednice, u svojstvu imama u Donjem Vakufu, gdje ostaje punih petnaest godine. Nakon toga biva imenovan za glavnog imama bugojanskog i travničkog sreza, da bi 1963. godine bio izabran za predsjednika Starješinstva Islamske zajednice u Bosni i Hercegovini, na kojoj funkciji ostaje do 1975. godine.
S reis-ul-ulemom Sulejman ef. Kemurom učestvuje u vraćanju "Đulaginog dvora" za potrebe Gazi Husrev-begove medrese i ostvarenje Islamskog teološkog fakulteta. Nakon smrti reis-ul-uleme Kemure, prvo je izabran za vršitelja dužnosti reis-ul-uleme a zatim, na sjednici u Beogradu, 22. ožujka 1975. godine kao jedini kandidat za vrhovnog poglavara Islamske zajednice u SFR Jugoslaviji. 
Svečano ustoličenje i predaja menšure obavljena je 18. svibnja 1975. godine u Gazi Husrev-begovoj džamiji u Sarajevu. Na čelu islamske zajednice u SFR Jugoslaviji Naim ef. Hadžiabdić bio je punih 12 godina. U njegovo vrijeme ostvareni su značajni rezultati među kojima su otvaranje Islamskog teološkog fakulteta (danas Fakultet islamskih znanosti) u Sarajevu, otvorenje Isa-begove medrese u Skoplju te izgradnja Zagrebačke džamije u Zagrebu .
Umro je 3. srpnja 1987. godine. Ukopan je tri dana kasnije u haremu Gazi Husrev-begove džamije u Sarajevu, uz svog prethodnika i bliskog suradnika Sulejman ef. Kemuru. Dženazu mu je predvodio predsjednik Starješinstva Islamske zajednice u Crnoj Gori Idriz ef. Demirović.

## Djela
- Novi Ilmihal: udžbenik vjerske obuke (Sarajevo, 1973)
- Ilmihal: za treći stupanj vjerske pouke (Sarajevo, 1986)
- Ilmihal: vjeronaučni udžbenik (Sarajevo, 1997)
- Ilmihal (Sarajevo, 1994)

## Vanjske poveznice
- Naim ef. Hadžiabdić, bosanskohercegovački reis